# Reginaldo V de Hainaut
Reginaldo V de Hainaut (c. 985 - 1039) foi Conde de Hainaut e Mons e de 1013 a 1039. 

## Biografia
Quando o pai de Reginar morreu, este não tinha mais de 15 anos, facto que levou a que tivesse alguma dificuldade em manter os seus territórios, particularmente dadas as investidas de Godofredo I da Baixa Lorena, Conde de Verdun e duque da Baixa Lorena que tentou recuperar Hainaut, a que se considerava ter direito, visto este ter sido conquistado pelo pai de Reginaldo. 
Ajudado por seu tio paterno Lamberto I de Lovaina (950 - 12 de setembro de 1015), conseguiu manter os seus territórios, tendo este facto sido selado numa guerra terminou com a Batalha de Florennes, tendo o Henrique III, Sacro Imperador Romano-Germânico assumido o compromisso de conciliar os rivais.

## Relações familiares
Ele era o filho de Rainério IV de Hainaut (c. 947 - 1013), conde de Hainaut e Mons, e Edviges de França (c. 970 - c. 1013), filha de Hugo Capeto (938 — 24 de Outubro de 996), rei dos francos de 987 a 996 e de Adelaide da Aquitânia (945 - 24 de outubro de 1004). Casou com Matilde de Verdun, de quem teve:
1. Riquilda de Hainaut (1018 - 15 de março de 1086) casada por duas vezes, uma com Hermano de Mons e depois deste falecer com Balduíno VI da Flandres (c. 1030 - 17 de julho de 1070) foi Conde da Flandres, de 1067 a 1070 e Conde de Hainaut como Balduíno I de 1051 a 1070.[2].
2. Hermano de Hainaut (1039 - 1051) casou com Riquilda de Mons (? - 1086)